# Faro del Puerto del Rosario
El faro del Puerto del Rosario (también conocido como el faro de Punta Gavioto) es un faro situado en la zona industrial de Puerto del Rosario, puerto principal de la provincia de Las Palmas, en la isla de Fuerteventura, Islas Canarias, España. Está gestionado por la autoridad portuaria de Las Palmas de Gran Canaria.

## Historia
Se puso en servicio en el año 1992 en el marco del tercer plan de iluminación para el archipiélago de las Islas Canarias. Otros faros que fueron construidos en el mismo plan son el faro de Punta Lava y el de Arenas Blancas en La Palma, el faro de Punta del Castillete en Gran Canaria y el faro de Morro Jable en Fuerteventura.